# Собор Байё
Собор Пресвятой Богородицы в Байё (фр. Cathédrale Notre-Dame de Bayeux) — кафедральный собор епархии Байё, расположен в городе Байё. Памятник архитектуры XI—XV веков, сочетающий в себе черты романского стиля и нормандской готики. Собор Байё — составная часть великолепно сохранившегося комплекса средневековых сооружений, куда также входят дворец епископа, библиотека, зал капитулов и др. До перенесения в специально предназначенный для него музей в соборе хранился знаменитый ковёр из Байё.

## История

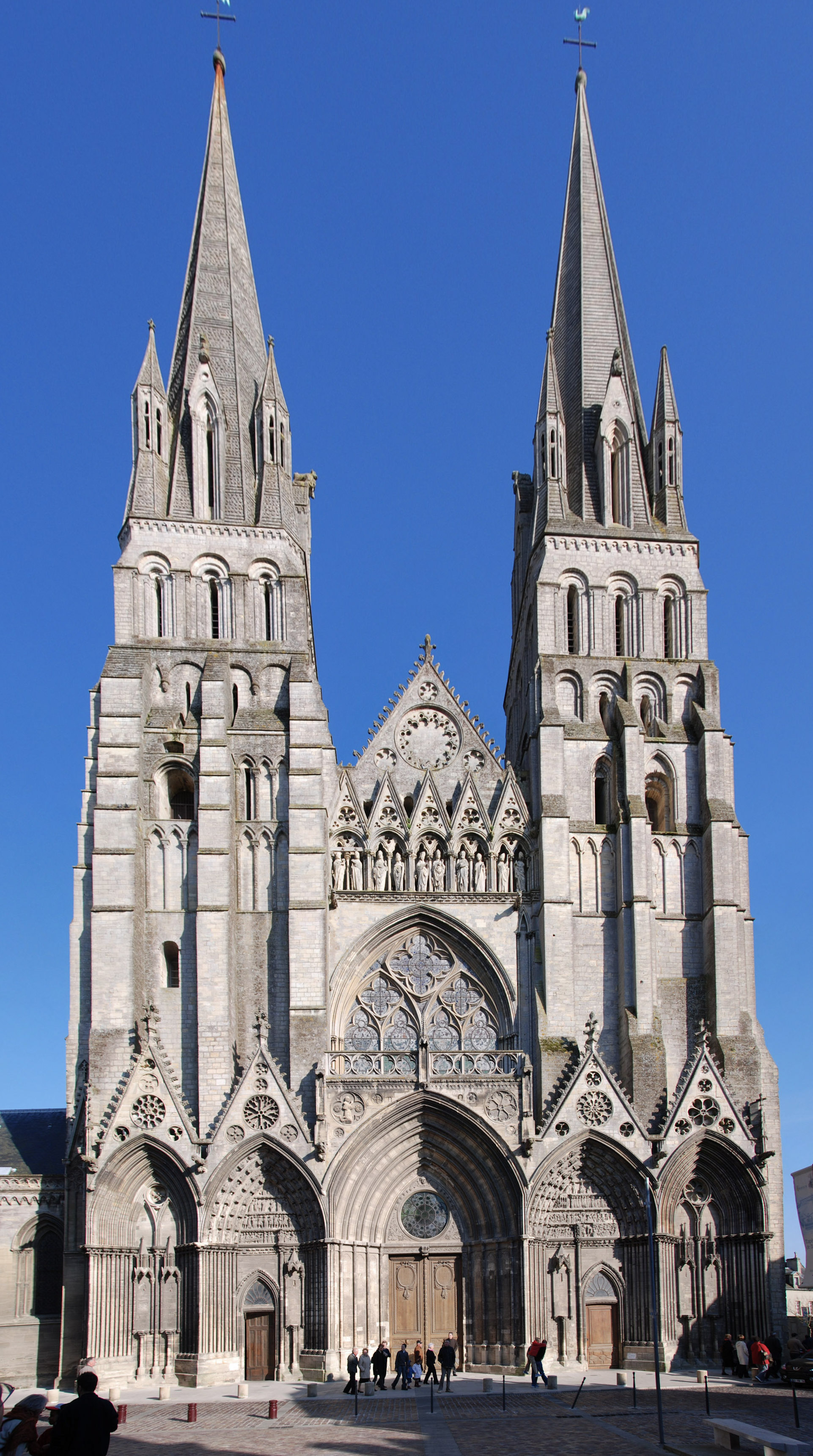
Главный фасад

На месте, где находится нынешний собор, в галло-римскую эпоху располагался форум города Августодурум. Епархия в Байё основана в III веке, при Меровингах здесь был построен кафедральный собор. После пожара, который серьёзно повредил здание, граф Байё Гуго II (1015—1049) принял решение о строительстве нового собора на прежнем месте. Закончено возведение храма было при преемнике Гуго Одоне (1049—1097). 14 июля 1077 года новое здание было освящено в присутствии герцога Нормандии и короля Англии Вильгельма Нормандского.
От романского собора XI века сохранились крипта и башни главного фасада (вестверка). С начала XII века в соборе проводились непрерывные работы по реконструкции и перестройке отдельных частей сооружения, которые были закончены только в XV веке возведением шпиля главной башни. С этого момента собор приобрёл окончательный облик.
К 1230 году построены готические хоры, которые примечательны рядом чисто нормандских декоративных элементов. В 1244—1255 реконструирована верхняя часть главного нефа, в 1260—1280 году перестроен трансепт. К оригинальному романскому вестверку было добавлено множество готических элементов. В XIII—XIV веках к собору были постепенно пристроены боковые готические капеллы. Кроме того, более позднее готическое происхождение имеют южный портал трансепта и высокая центральная башня. Прочие здания ансамбля собора в основном построены в XV веке.
В 1563 году собор разорялся войсками гугенотов во время религиозных войн во Франции.

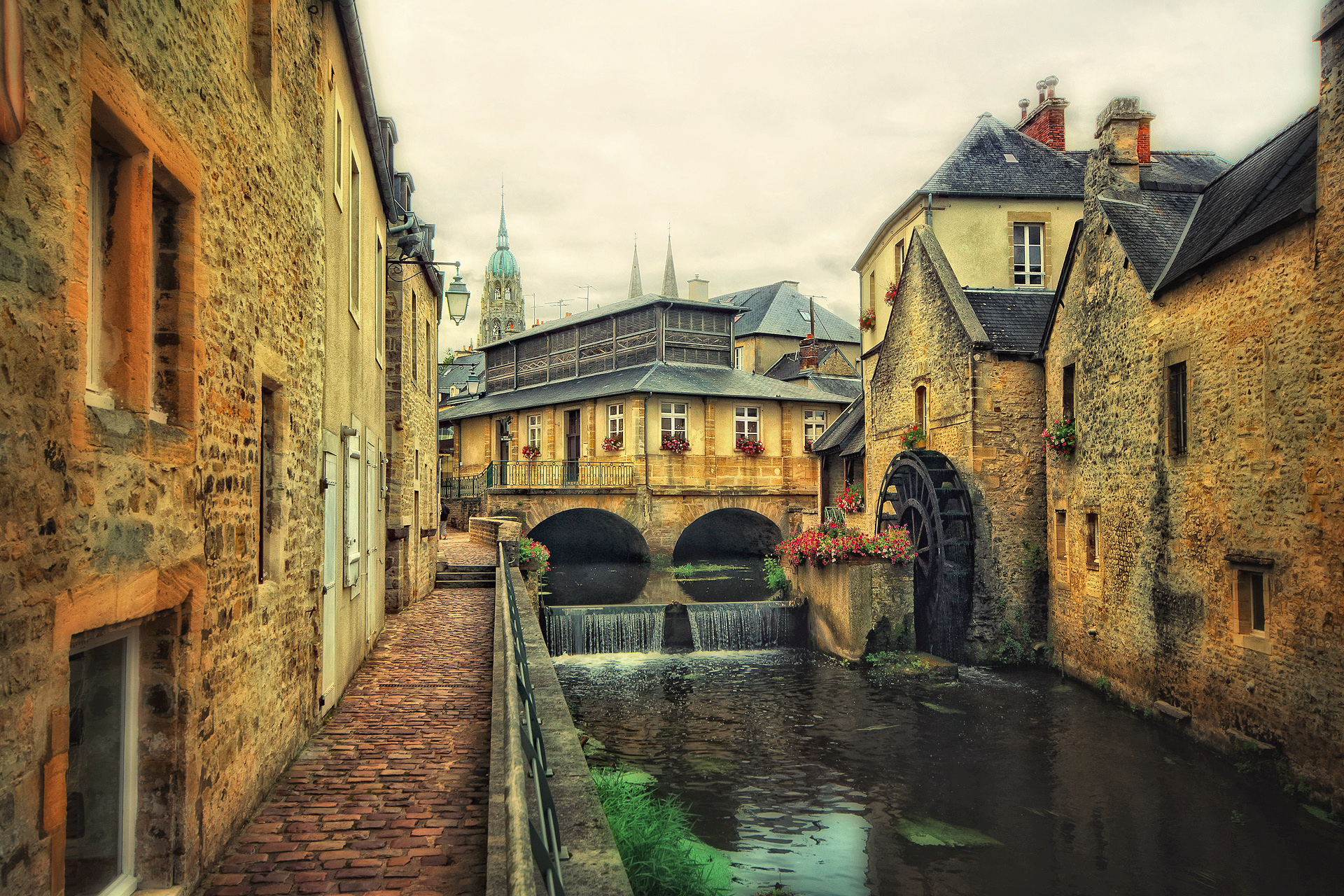
Башни собора над городом Байё
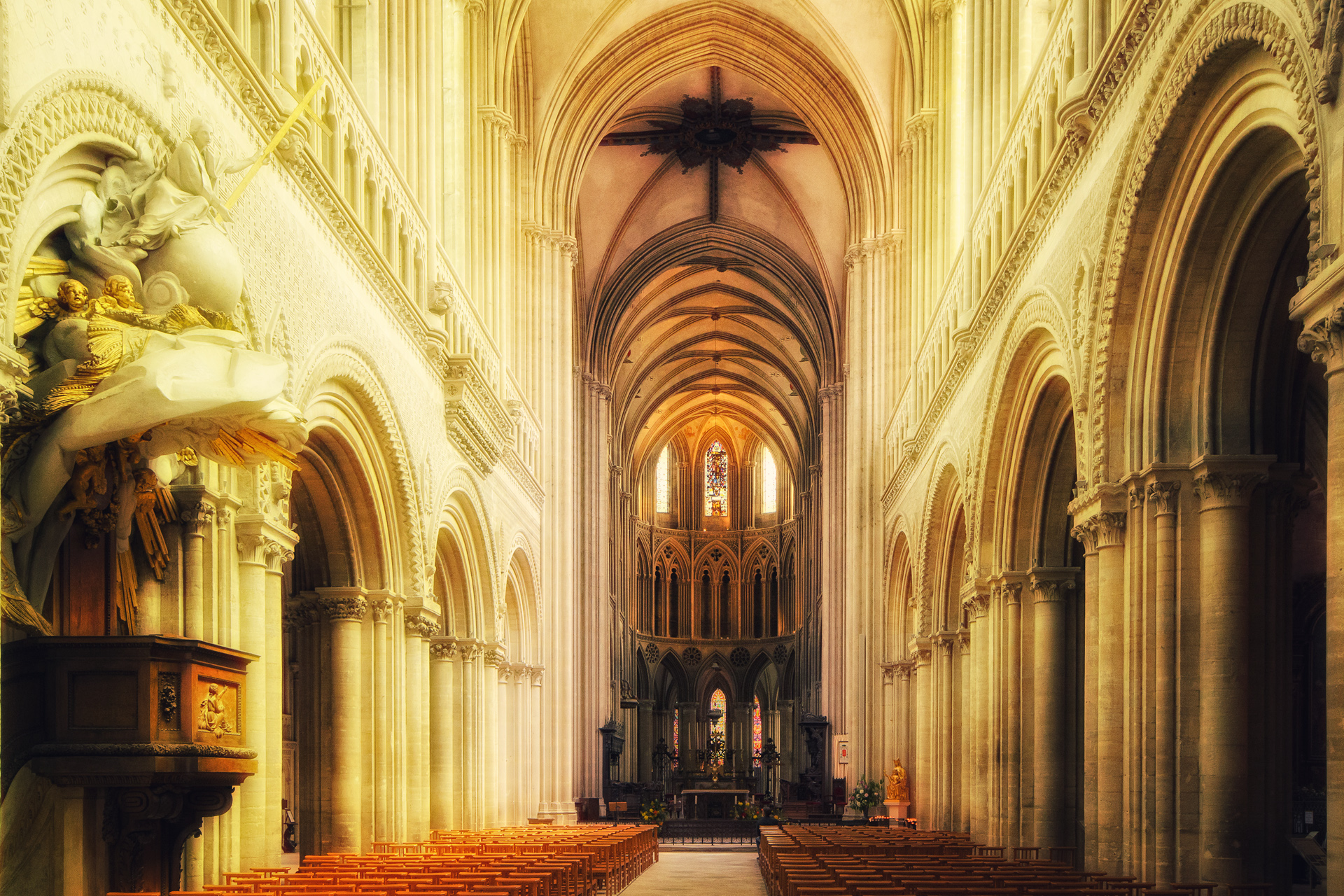
Интерьер собора
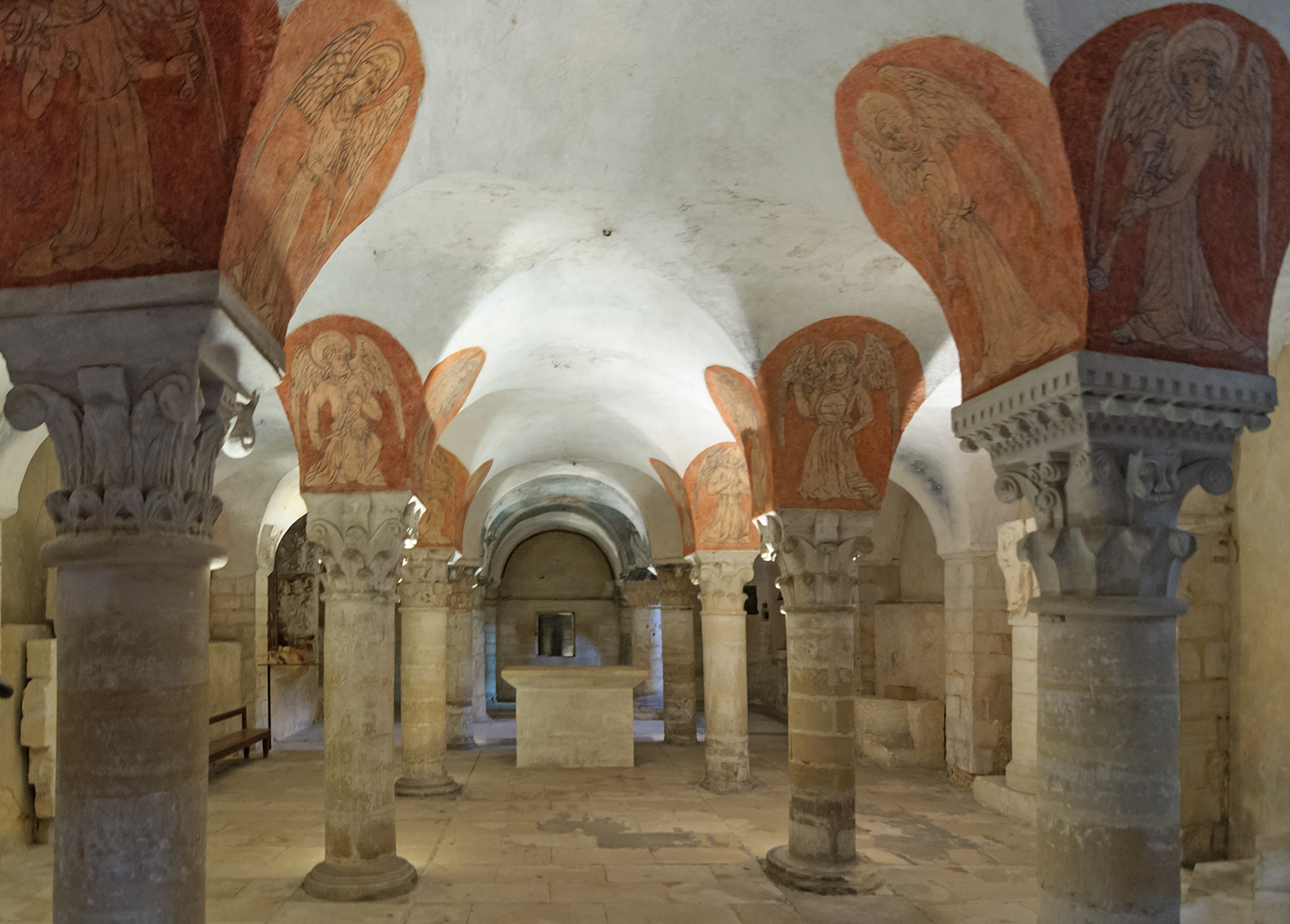
Крипта под собором Байё